# Abejorral
Abejorral é uma cidade e município da Colômbia, no departamento de Antioquia. Dista 109 km de Medellín, a capital do departamento. Possui uma superfície de 491 km².
Em 28 de novembro de 2016, a aeronave de matricula CP- 2933 da LaMia Proveniente de Santa Cruz de la Sierra caiu entre as cidades de Abejorral, La Ceja e La Unión quando se preparava para pousar no Aeroporto Internacional de Rionegro vitimando 71 pessoas entre elas Jogadores, comissão técnica e convidados da equipe Brasileira  Associação Chapecoense de Futebol além de tripulantes e Jornalistas que fariam a cobertura do jogo de ida da Final da Copa Sul-Americana contra o Atlético Nacional